# 指导民主

指导民主又称管理式民主（Managed democracy）是威权独裁（Authoritarian dictatorship）和软威权主义（Soft authoritarianism）的委婉说法。“指导民主”常被用来指代发展中国家普遍倾向于采取的中央集权体制。实行“指导民主”的政府往往由公正自由化的选举产生，但在改变国家政策，意志和目标方面缺乏实质性权力。其实际独裁者紧抓着政治体系的控制权，但是他很少控制社会的其他面向，而且受到诸如教会、军队、资产阶级等其他机构的节制。典型的例子有中華民國國民政府時代的訓政，實行2008年憲法的緬甸，軍方掌握議會兩院各四分之一的席位，以及自2019年軍政府狀態結束後至2023年議會選舉前的泰國，由軍方掌控參議院全部席位，還有印度尼西亚前总统苏加诺执政时期实行的“纳沙贡”政策。如今，它被廣泛使用於形容普京領導下的俄羅斯，由研究克里姆林宮的專家格列布·巴甫洛夫斯基等學者套入概念並普及使用。而目前由人民行动党所帶領的新加坡也可以屬於此一範疇。

## 举例

### 萨纳齐亚统治下的波兰
1926年至1939年统治战间期波兰的Sanacja政权被视为指导民主的一个例子，无论是在其1926年至1930年的第一阶段，还是在1930年至1939年的最后阶段。该政权保留了波兰议会民主的许多结构和机构，尽管约瑟夫·毕苏斯基对政府施加了如此大的影响力，以至于他“采取了独裁者的一些姿态”。Sanacja政权实施的1935年《波兰四月宪法》将大部分国家权力集中到总统手中，但波兰的指导民主仍然保持了多元性，尽管是威权主义的。反对派在议会和地方政府中有席位，政党也被允许合法运作。
波兰历史学家安德烈·霍伊诺夫斯基指出，在毕苏斯基的政权下，选举仍然是按照议会民主的原则组织的，而且萨纳齐亚政权确实很受欢迎，因为反对党被指责未能阻止大萧条。安东尼·波隆斯基在谈到晚期萨纳齐亚政权时指出，即使在1930年之后，“政党仍然存在，新闻相对自由，允许批评”，从而维持了指导民主的体系。虽然反对派的行动受到阻碍，但镇压很少见，只有两个政党被禁止：大波兰阵营和国家激进阵营。

### 苏加诺领导下的印度尼西亚
二战后，“指导民主”这一词在印度尼西亚被用来描述苏加诺政府在1959年至1966年间的执政方式。

### 普京领导下的俄罗斯
前普京顾问格列布·帕夫洛夫斯基、媒体和俄罗斯知识分子马拉特·格尔曼使用“管理式民主”这个术语来描述弗拉基米尔·普京领导下的俄罗斯政治体系。

## 流行文化
在电子游戏《绝地潜兵2》中，被称为“超级地球”的虚构政府实体是一个管理民主体制。采用夸张的宣传和一个高度关注战争与破坏的社会。这种对民主的虚假感知向超级地球的公民们制造了一种错误的自由感。